# Евърет (Пенсилвания)
Вижте пояснителната страница за други значения на Евърет.
Евърет (на английски: Everett) е град в окръг Бедфорд, Пенсилвания, Съединени американски щати. Населението му е 1748 души (по приблизителна оценка от 2017 г.).
В Евърет е роден писателят Дийн Кунц (р. 1945).